# Malaysia
Malaysia, după denumirea veche, Malaezia (în jawi, مليسيا), este o țară în Asia de Sud-Est, care cuprinde două teritorii distincte: partea de sud (Peninsula Malacca și insulele adiacente) și partea de nord cu insula Borneo. Peninsula Malacca se învecinează la nord cu Thailanda, iar la est cu Marea Chinei de Sud. Prin intermediul Strâmtorii Malacca, Malaysia are frontiere maritime cu Indonezia și Singapore, în sud și vest. Malaysia Insulară se află în sud-vestul Mării Chinei de Sud, la nord de Brunei și la sud de Indonezia, făcând frontieră maritimă cu Filipinele. Capitala Malaysiei este Kuala Lumpur.
Țara este o monarhie electorală. Monarhul este ales pe termen de cinci ani prin votul regilor celor nouă state monarhice ereditare.

## Nume
Numele nativ al Malaysiei, în limba malaieză, este Persekutuan Malaysia. În limba română, până în anul 2005 țara era cunoscută mai ales sub numele de „Malaezia” sau „Republica Malaezia”. Această denumire a circulat un timp alături de denumirea nou impusă, din 2005, Malaysia. Astfel, în Statele lumii. Mică Enciclopedie (Horia C. Matei ș.a., Editura științifică și enciclopedică, București, 1976, ediția a II-a) apare doar „Malaysia”. La fel, în Mic dicționar enciclopedic (coord. Mircea Mâciu ș.a., Editura științifică și enciclopedică, București, 1986, ed. a III-a), această țară este denumită Malaysia. Există, în schimb, „Arhipelagul Malaez”. În 2005, noul Dicționar ortografic, ortoepic și morfologic al limbii române (DOOM, ediția a II-a, 2005) a impus drept unică formă corectă a denumirii acestei țări, în limba română: „Malaysia”.

## Politică
Conducătorul Suprem al statului Malaysia este Maiestatea Sa Abdullah Shah. Prim ministru al Malaysiei este Anwar Ibrahim.

## State

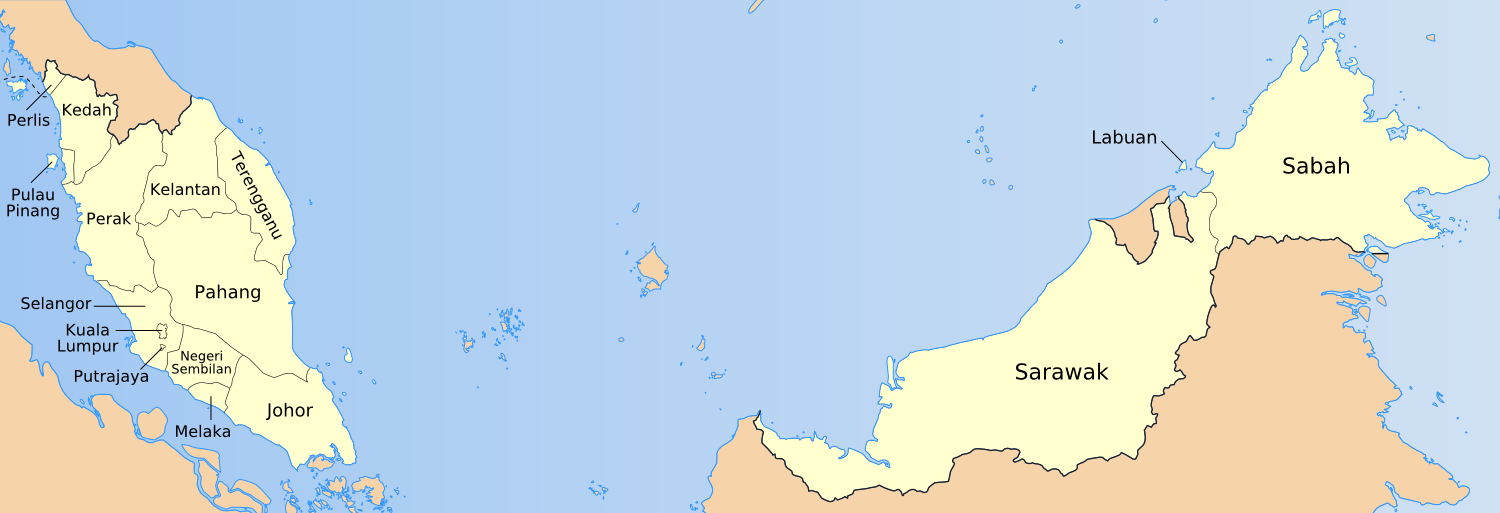
Harta statelor și teritoriilor federale ale Malaysiei

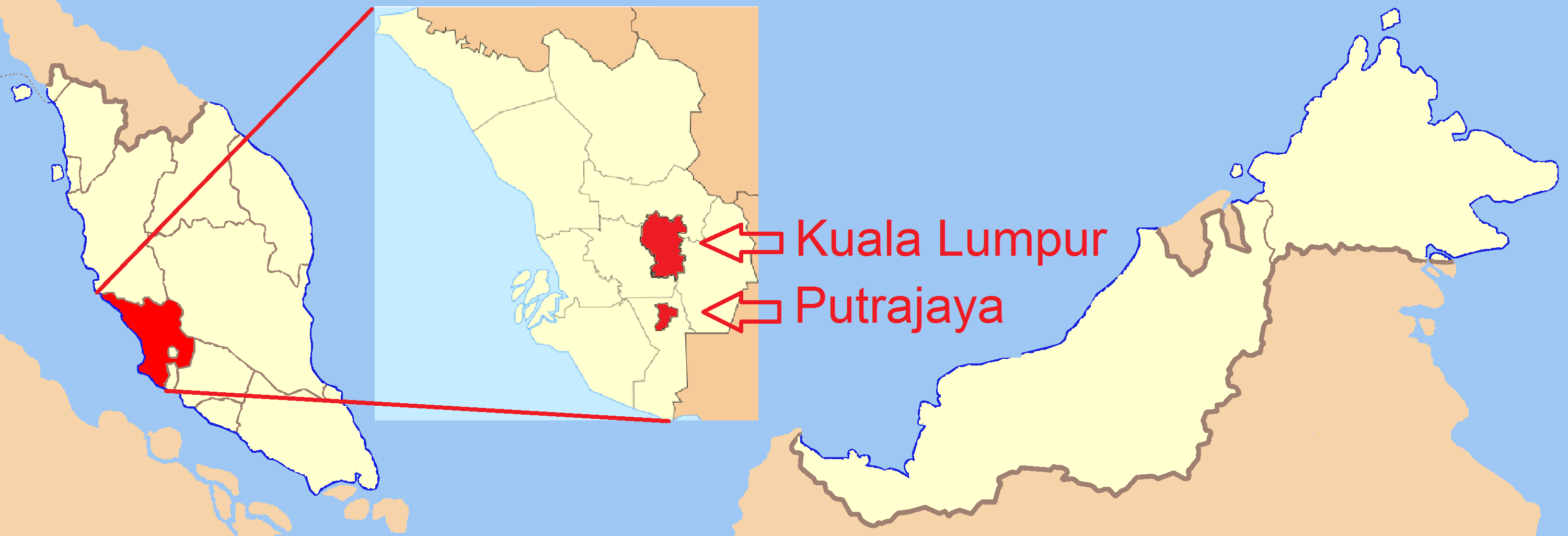

Malaysia este o federație de treisprezece state (negeri-negeri, la singular: negeri) și trei teritorii federale (wilayah persekutuan).

### Malaysia peninsulară
Unsprezece, din cele treisprezece state (negeri-negeri), precum și două, din cele trei teritorii federale (wilayah persekutuan) sunt situate în peninsula Malacca. În lista care urmează, capitalele sunt date între paranteze:
- State: 
  - Sultanatul Johor (Johor Bahru)
  - Sultanatul Kedah (Alor Star)
  - Sultanatul Kelantan (Kota Bharu)
  - Sultanatul Pahang (Kuantan)
  - Sultanatul Perak (Ipoh)
  - Sultanatul Selangor (Shah Alam)
  - Sultanatul Terengganu (Kuala Terengganu)
  - Monarhia electivă Negeri Sembilan (Seremban)
  - Regatul Perlis (Kangar)
  - Statul Malacca (Malacca)
  - Statul Pulau Pinang (George Town)
- Teritorii federale: 
  - Putrajaya (capitala administrativă a federației)
  - Kuala Lumpur (capitala legislativă a federației)

### Malaysia orientală/Malaysia de Est(nordul insuleiBorneo)
Două, din cele treisprezece state (negeri-negeri), precum și unul din cele trei teritorii federale (wilayah persekutuan) sunt situate în partea de nord a insulei Borneo. În lista care urmează, capitalele lor sunt date între paranteze: 
- State:
  - Sabah (Kota Kinabalu)
  - Sarawak (Kuching)
- Teritoriu federal:
  - Labuan (Bandar Labuan)

## Geografie

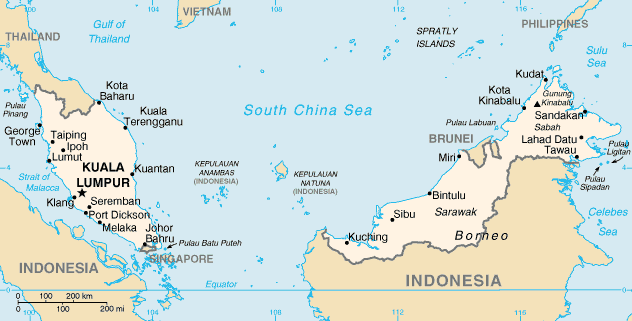
Harta Malaysiei

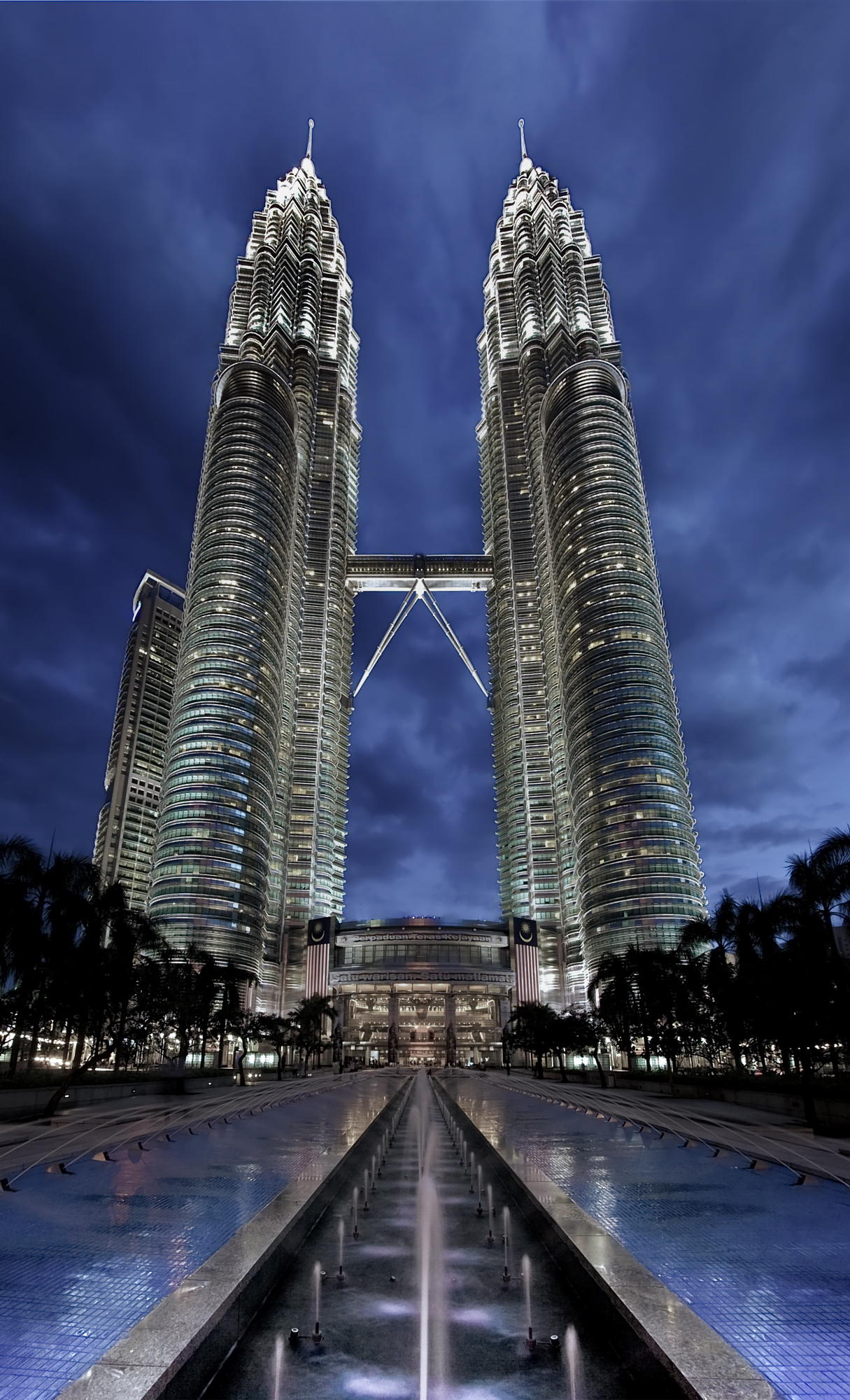
Turnurile Petronas din Kuala Lumpur

Malaysia este formată din două regiuni, una aflată în peninsula Malacca, cealaltă în partea de nord a insulei Borneo. Cele două regiuni sunt separate de Marea Chinei de Sud, și se află la o distanță de 650 km una de cealaltă. Clima este caldă, umedă și ploioasă. Malaysia se mândrește cu existența plajelor aurii și a pădurilor tropicale. Munții sunt numeroși, incluzând Muntele Kinabalu (4100 m), cel mai înalt vârf din Asia de Sud. 

## Economie

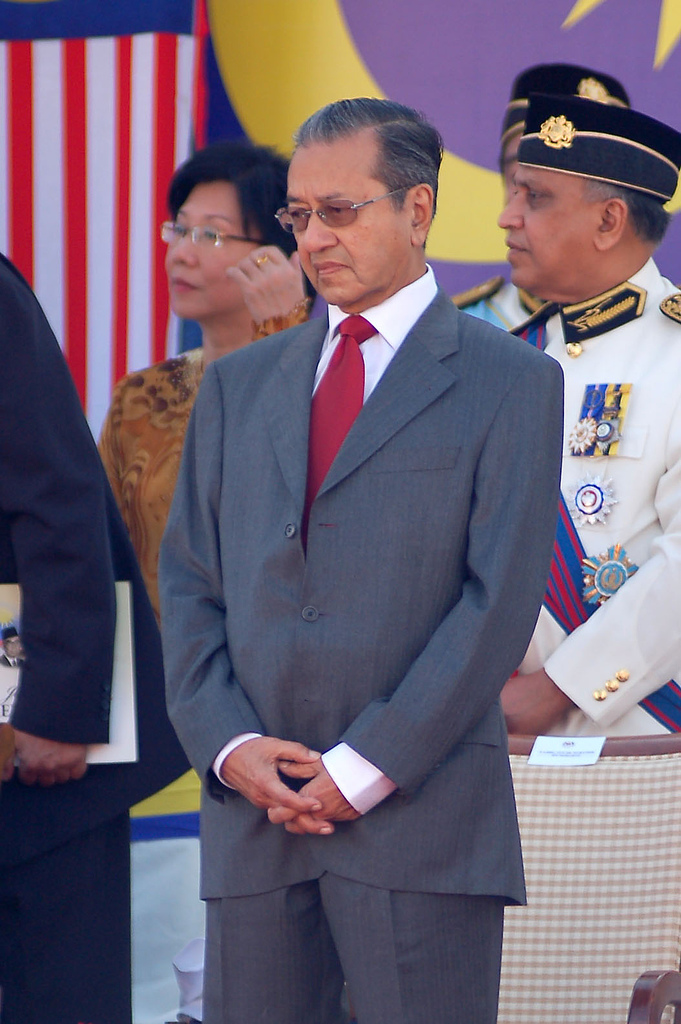
Mahathir Mohamad a fost un lider important care a contribuit la dezvoltarea rapidă a economiei din Malaysia.

Malaysia este o țară cu un venit ridicat pe cap de locuitor, fiind unul dintre „tigrii asiatici”, datorită ritmului său rapid de dezvoltare economică în timpul domniei lui Mahathir Mohamad (1981-2003). În 25 de ani, Malaysia a trecut de la stadiul de țară în curs de dezvoltare la stadiul de țară dezvoltată economic. Este una dintre cel mai dezvoltate țări din Asia de Sud-Est. Puterea economică a Malaysiei este bazată pe industrie, agricultură, minerit și turism. Însă încă există o discrepanță uriașă între nivelul de dezvoltare economică din vestul și din estul țării (Insula Borneo), precum și între centrul marilor orașe și periferiile acestora.

### Resursele subsolului
- Aur
- Staniu (Cositor)
- Fier
- Bauxită (pe coasta occidentală)
- Gaz și petrol (în largul coastei orientale)

### Agricultura și silvicultura
- Lemn

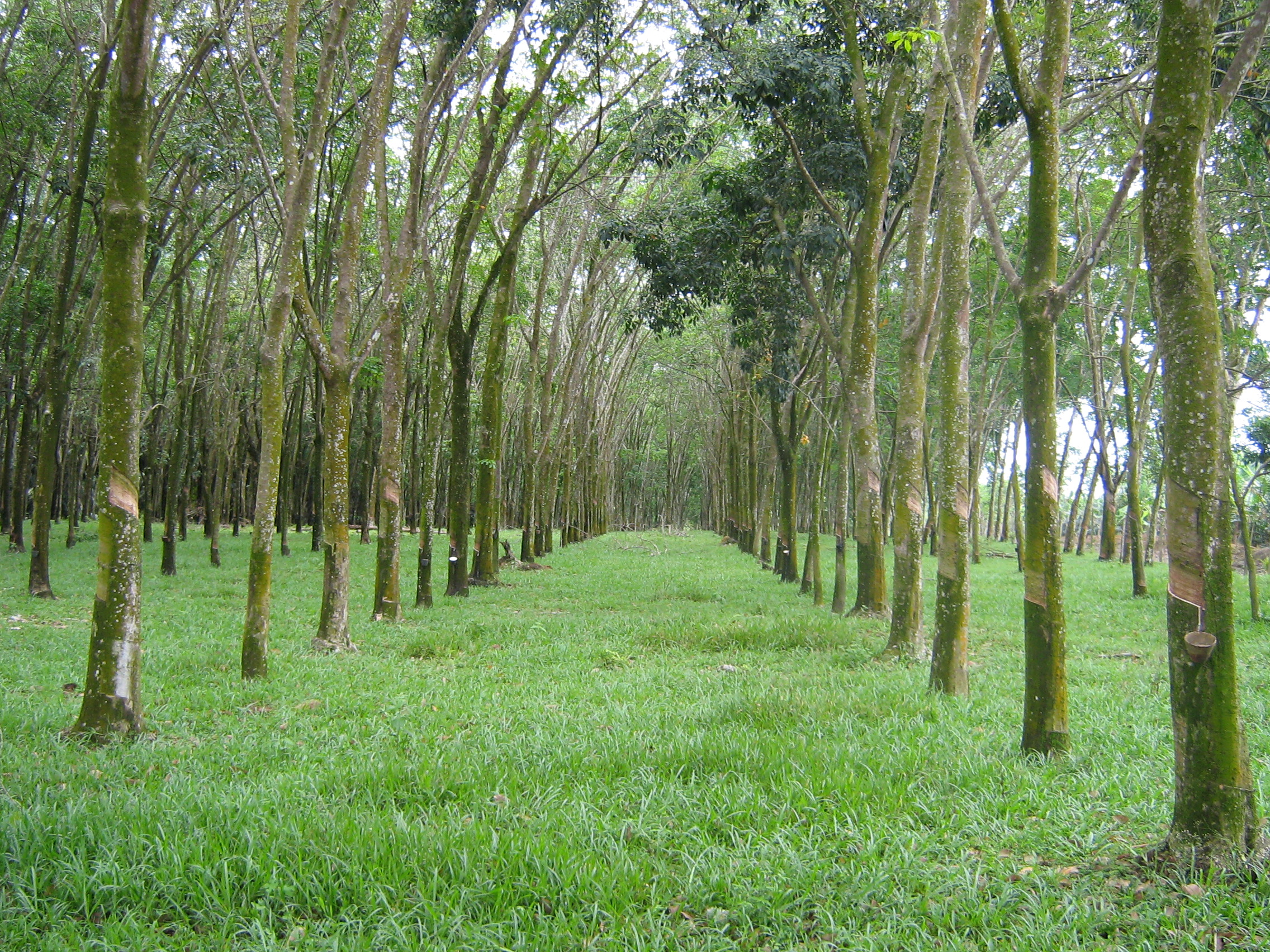
Arbori de cauciuc în Malaysia

- Cauciuc natural (al treilea producător mondial, după Thailanda

și Indonezia)
- Ulei de palmier (primul producător mondial)

## Demografie
Religia în Malaysia (2010)
     Islam (61,3%)
     Budism (19,8%)
     Creștinism (9,2%)
     Hinduism (6,3%)
     Religia tradițională chineză (3,4%)
Grupuri etnice: malayezi 50,4%, chinezi 23,7%, alți băștinași 11%, indieni 7,1%, alții 7,8%.
Religii predominante: musulmană (majoritară), budistă, creștină, hindusă etc.
Limbi vorbite: malaieză, engleză, chineză, tamilă, telugu, thai.

## Cultură și religie
Religia de stat este cea musulmană, de obediență sunnită, respectată de majoritatea malaysienilor. Comunitatea chineză practică un amestec de budism, de taoism și de cultul strămoșilor. Indienii sunt, în cea mai mare parte, hinduiști. Întâlnim și câțiva creștini și animiști, îndeosebi în Sarawak și în Sabah.

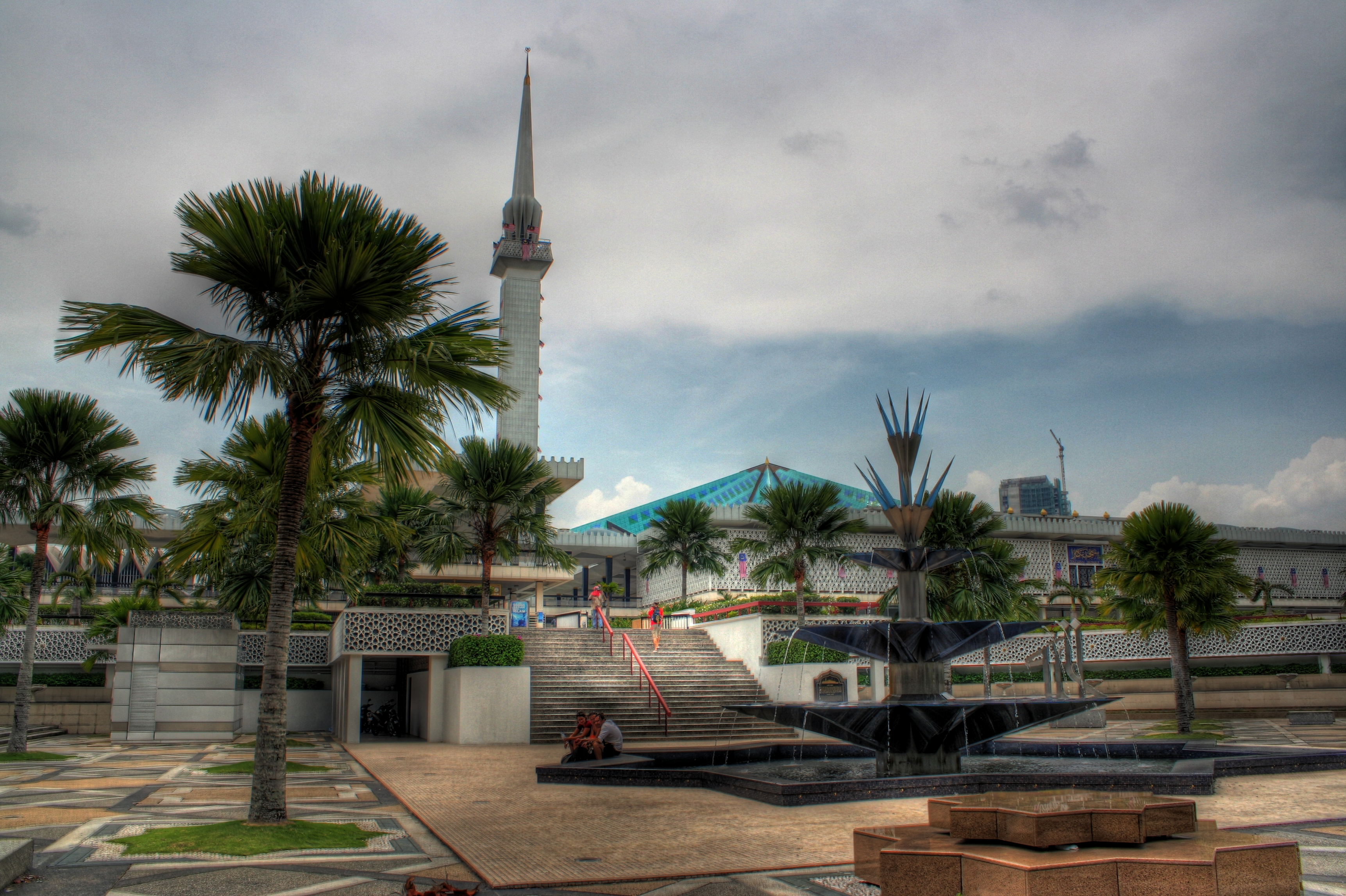
Moscheea Națională a Malaysiei.

### Muzeul de Arte Islamice al Malaysiei
Muzeul de Arte Islamice al Malaysiei (în limba malaieză: Muzium Kesenian Islam Malaysia) a fost deschis publicului începând cu data de 12 decembrie 1998. Este cel mai mare muzeu de artă islamică din Asia de Sud-Est. Muzeul situat în inima capitalei malaysiene, Kuala Lumpur, se întinde pe 4 etaje și acoperă o suprafață de 30.000 m². Muzeul a fost decorat de artizani din Iran și din Uzbekistan. Conține 6.000 de piese de artă, dintre care 200 de manuscrise islamice, precum și cea mai mare machetă din lume a Masjid al-Haram.

### Limba malaieză
Limba malaieză (în limba malaieză: bahasa Melayu, iar în scriere jawi: بهاس ملاي) este o limbă austroneziană vorbită de populațiile malaieze, originare din Arhipelagul Malay din sud-estul Asiei, până la îndepărtata „Insulă a Crăciunului” în Australia. Limba a primit statutul de lingua franca a regiunii în epoca sultanului de Mallaca, în secolul al XV-lea și al XVI-lea.

### Patrimoniu mondial UNESCO
Până în anul 2011 pe lista patrimoniului mondial UNESCO au fost incluse 3 obiective din această țară.